# Premiers Désirs
Pour plus de détails, voir Fiche technique et Distribution.
Premiers Désirs (sous-titré Le Dernier Été d'une jeune fille) est un film franco-allemand réalisée en 1983 par David Hamilton.

## Synopsis
Après un naufrage, trois adolescentes réussissent à rejoindre les rivages d'une île. Caroline est sauvée par un étranger qu'elle n'a pas le temps de reconnaître avant qu'il ne disparaisse. En explorant l'île, les trois filles découvrent une superbe demeure dans laquelle habitent Julia, une pianiste de renom, et son mari. Elles rencontrent ensuite trois garçons qui les invitent à loger chez eux...

## Fiche technique
- Titre français : Premiers Désirs ou Le Dernier Été d'une jeune fille
- Titre allemand : Erste Sehnsucht
- Réalisateur : David Hamilton
- Scénario et dialogue : Bertrand Levergeois, Philippe Gautier et Michaël Erdmann
- Montage : François Ceppi
- Musique : Philippe Sarde
- Producteur : Alain Terzian
- Année de production : 1983
- Dates de sortie : 
  - France : 11 décembre 1983
  - Allemagne : 20 janvier 1984
- Durée : 89 minutes
- Genre : drame, érotique
- Date de sortie du DVD : 2004, éditions Traversière

## Distribution
- Monica Broeke : Caroline
- Patrick Bauchau : Jordan
- Inger Maria Granzow : Julia
- Emmanuelle Béart : Hélène
- Anja Schüte : Dorothée
- Bruno Guillain : Étienne
- Stéphane Freiss : Raoul
- Charly Chemouny : Max
- Serge Marquand : Pierre-Albert
- Béatrice Costantini : Agathe
- Ann-Gisel Glass : Dominique